# Алтанбулаг
Алтанбулаг (монг. Алтан — «золотой»  и тюрк. булаг — «родник», до 1989 года на советских картах название передавалось на русский язык как Алтан-Булак) — населённый пункт в Монголии, центр сомона Алтанбулаг аймака Сэлэнгэ. Расположен на монгольско-российской границе на асфальтированном шоссе Улан-Удэ — Улан-Батор, напротив российского города Кяхта.

## История
Летом 1727 года была заложена торговая слобода Кяхта. На другой стороне границы в 1730 году силами китайцев, монголов и маньчжуров была образована торговая слобода Маймачен (что не являлось, строго говоря, именем собственным, а лишь обозначением функции поселения, так как по-китайски Mǎimàichéng (買賣城) означает «торговое поселение», отсюда же монг. наймаачин — торговец; поселение с аналогичным наименованием имелось и рядом с Ургой). Маймачен иногда называли «монгольской Кяхтой» или Южной Кяхтой (монг. Өвөр Хиагт).
В 1820-е годы Маймачен состоял из трёх продольных и одной поперечной улицы. Средняя улица называлась чжун-цзе, восточная — дун-цзе, западная — си-цзе, поперечная — хэн-цзе. Длина каждой улицы составляла 550 шагов. В городе было около 150 домов, занятых, большей частью торговыми лавками. Жители имели хозяйственные постройки за чертой города.
18 марта 1921 года части Монгольской народной армии под командованием Сухэ-Батора освободили Маймачен от китайских войск. От этого события ведёт свой отсчёт современная армия Монголии.
22 июля 1926 года началось регулярное воздушное сообщение по линии Верхнеудинск — Урга. Линия стала первой международной авиалинией СССР. Самолёты совершали промежуточную посадку для таможенного досмотра в Усть-Кяхте и Алтан-Булаке.
Алтанбулаг был городом и центром Селенгинского аймака до 1940 года, когда был основан город Сухэ-Батор, куда была переведена столица аймака. В настоящее время посёлок имеет статус сельского районного (сомонного) центра.

## Свободная торговая зона «Алтанбулаг»
В 2002 году монгольский парламент принял закон о создании свободной экономической зоны площадью 500 га на территории посёлка Алтанбулаг, в том числе, Законы Монголии «О свободной зоне» и "О правовом положении свободной торговой зоны «Алтанбулаг». Парламент утвердил границы свободной экономической зоны, правила, регулирующие её деятельность, генеральный и мастер-планы развития свободной зоны, другие документы. В соответствии с Приказом министра промышленности и торговли Монголии № 48 от 20 апреля 2006 г. Администрация СТЗ «Алтанбулаг» с 1 июня 2006 года приступила к заключению договоров с заинтересованными инвесторами о предоставлении им земельных участков и началу инвестирования проектов инфраструктуры, производство, торговли и сферы услуг. С 25 апреля 2008 года началось строительство грунтовых дорог и освещения в СТЗ. Администрация СТЗ Алтанбулаг заключила инвестиционные договоры с более чем с 60 компаниями России, Японии, США, Северной Кореи на сумму 600 млн долларов и сдаёт в аренду около 400 гектаров площади.

## Пограничный переход Кяхта — Алтанбулаг
Пограничный переход «Кяхта — Алтанбулаг» в конечной точке российской федеральной магистрали А340 — автомобильный, грузопассажирский, постоянный, многосторонний. Крупнейший пограничный переход на российско-монгольской границе, в 233 км от города Улан-Удэ. На монгольской стороне на территории пограничного перехода действует пункт обмена валюты.

## Достопримечательности
- Музей Монгольской Народной революции

## Климат
В Алтанбулаге резко континентальный климат с муссонными чертами.
| Показатель                    | Янв.  | Фев.  | Март  | Апр.  | Май   | Июнь | Июль | Авг. | Сен. | Окт.  | Нояб. | Дек.  | Год   |
| ----------------------------- | ----- | ----- | ----- | ----- | ----- | ---- | ---- | ---- | ---- | ----- | ----- | ----- | ----- |
| Абсолютный максимум, °C       | −1,6  | 8,3   | 18,8  | 29,3  | 35,0  | 37,2 | 38,5 | 37,1 | 31,5 | 26,6  | 11,8  | 5,4   | 38,5  |
| Средний суточный максимум, °C | −15,8 | −11,5 | −1,5  | 9,0   | 17,0  | 23,4 | 24,8 | 22,6 | 15,9 | 7,2   | −5,1  | −13,7 | 6,3   |
| Средняя температура, °C       | −20,7 | −17,2 | −7,8  | 2,1   | 9,8   | 16,4 | 18,7 | 16,4 | 9,2  | 1,0   | −10,3 | −18,1 | 0,0   |
| Средний суточный минимум, °C  | −26,1 | −23,2 | −14,4 | −4,3  | 2,4   | 9,4  | 12,9 | 10,5 | 3,4  | −4,7  | −15,4 | −23,5 | −5,9  |
| Абсолютный минимум, °C        | −40,1 | −36,6 | −32   | −24,8 | −12,1 | −4,5 | 1,4  | −2,7 | −9,7 | −22,1 | −34,7 | −40,4 | −40,4 |
| Норма осадков, мм             | 4     | 3,1   | 4     | 9,9   | 21,7  | 56,4 | 86,5 | 78,4 | 37,8 | 12,4  | 6     | 4     | 324,2 |